# Niuquan
Il Niuquan (牛拳, Pugilato del Bue) è uno stile di arti marziali cinesi classificabile come Nanquan; esso è anche inscrivibile negli stili imitativi (Xiangxingquan) in quanto tenta di riprodurre il modo di reagire del Bue, con corna e con le zampe. Secondo Gui Trenadiel questo pugilato è praticato solamente nella regione di Yongtaixian del Fujian.
Altri segnalano l'esistenza del Guiniuquan (龟牛拳, Pugilato del Bue e della Tartaruga) con le medesime prerogative descritte sopra. Esso sarebbe stato creato agli inizi dell'epoca della dinastia Qing da un monaco del tempio Shuifusi (水福寺), nell'area amministrativa di Pingjiangxian (平江县) della provincia di Hunan.

## Alcune forme
Questi alcuni nomi di Taolu dello stile: Tie niu xia shan (铁牛下山); Tie niu wan jiao (铁牛挽角); Tie niu xing bu (铁牛行步); Tie niu baiwei (铁牛摆尾); Tie niu po geng (铁牛破埂), ecc.